# Gefleckte Fledermaus
Die Gefleckte Fledermaus (Euderma maculatum) ist eine Fledermausart aus der Familie der Glattnasen (Vespertilionidae). Es ist die einzige Art der Gattung Euderma. Sie lebt im westlichen Nordamerika (in British Columbia, den westlichen USA sowie dem nordwestlichen Mexiko).

## Beschreibung
Das Fell der Gefleckten Fledermaus ist dunkelbraun bis schwarz, an jeder Schulter und am hinteren Teil des Rumpfes hat sie einen auffälligen weißen Fleck. Auffallend sind die sehr großen, bis zu 50 Millimeter langen, grau gefärbten Ohren. Die Flügel sind ebenfalls grau gefärbt, das Gesicht ist schwarz. Diese Fledermäuse erreichen eine Kopfrumpflänge von 60 bis 77 Millimetern, eine Schwanzlänge von 47 bis 51 Millimetern und ein Gewicht von rund 15 Gramm.

## Lebensweise
Gefleckte Fledermäuse sind in einer Reihe von Habitaten zu finden, bevorzugen aber offenes Gelände wie Wüsten und Marschländer. Sie sind Einzelgänger und schlafen üblicherweise allein in Felsspalten, manchmal auch in Gebäuden. Wie die meisten Fledermäuse sind sie nachtaktiv, sie sind die ganze Nacht über auf Nahrungssuche, begeben sich dabei aber nicht sehr weit von ihrem Schlafplatz weg. Die Tiere dürften kein Territorialverhalten kennen, da sich die Reviere der einzelnen Tiere oft großflächig überlappen.
Die Nahrung dieser Fledermäuse besteht vorrangig aus Insekten wie Motten und Kurzfühlerschrecken. Auffallend sind ihre sehr niedrigen Frequenzen (9 bis 12 Kilohertz), die sie zur Echolokation einsetzen.

## Fortpflanzung
Über die Fortpflanzung ist wenig bekannt. Das Weibchen bringt meistens im Juni ein einzelnes Jungtier zur Welt. Säugende Weibchen wurden bis in den August hinein beobachtet.

## Bedrohung
Im Allgemeinen gilt diese Fledermaus als selten und ihr Verbreitungsgebiet ist sehr zerstückelt. Dies dürfte mit ihrem hohen Anspruch an den Schlafplatz in Verbindung stehen. Auch ihr genaues Verbreitungsgebiet ist nicht bekannt, beispielsweise wurde erst in den 1980er-Jahren festgestellt, dass sie auch im südlichen Kanada und in einigen US-Bundesstaaten wie Oregon und Colorado vorkommt, wo sie bis dahin nicht beobachtet wurde. Der genaue Gefährdungsgrad ist nicht bekannt.